# Dysmilichia
Dysmilichia é um gênero de traça pertencente à família Arctiidae.